# Țuglui
Tuglui là một xã thuộc hạt Dolj, România. Dân số thời điểm năm 2002 là 3004 người.